# Leucaltis compressa
Leucaltis compressa är en svampdjursart som först beskrevs av Arthur Dendy och Frederick 1924.  Leucaltis compressa ingår i släktet Leucaltis och familjen Leucaltidae. Inga underarter finns listade i Catalogue of Life.